# Zaterdag Hoofdklasse A 1996/97
Het seizoen 1996/97 van de Zaterdag Hoofdklasse A ging van start op 7 september 1996. De laatste speelronde was op 17 mei 1997. De Hoofdklasse is sinds dit seizoen op zaterdag het hoogste niveau voor amateurvoetballers. Bij de zondagafdeling was dit al sinds 1974/75. Door de invoering van de Hoofdklasse op zaterdag worden de zondag en de zaterdag daarmee gelijk getrokken. De Hoofdklasse zaterdag bestaat uit 3 verschillende competities, welke geografisch zijn ingedeeld. Deze geografische indeling is ongeveer gelijk aan met de zondagafdeling. Elke competitie zal bestaan uit 14 clubs.
De nummers 13 en 14 op het einde van het seizoen degradeerden rechtstreeks naar de Eerste klasse, terwijl de nummer 12 nacompetitie speelde om degradatie te ontlopen. Net zoals al in de voorgaande seizoenen gebeurde in de Eerste klasse, kwamen de drie (plaatsvervangende) periodewinnaars en de kampioen van de competitie, volgend seizoen uit in het KNVB Bekertoernooi voor de profs.

## Teams
| Club             | Plaats              | Sportpark                |
| ---------------- | ------------------- | ------------------------ |
| Achilles Veen    | Veen                | Sportpark De Hanen Weide |
| SV ARC           | Alphen aan den Rijn | Zegersloot               |
| ASWH             | Hendrik-Ido-Ambacht | Schildman                |
| VV Heerjansdam   | Heerjansdam         | De Molenwei              |
| HSV Hoek         | Hoek                | Sportpark Denoek         |
| VV Katwijk       | Katwijk             | Sportpark De Krom        |
| VV Kloetinge     | Kloetinge           | Sportpark Wesselopark    |
| Kozakken Boys    | Werkendam           | De Zwaaier               |
| FC Lisse         | Lisse               | Ter Specke               |
| VV Noordwijk     | Noordwijk           | Sportpark Duinwetering   |
| Quick Boys       | Katwijk             | Nieuw Zuid               |
| Rijnsburgse Boys | Rijnsburg           | Middelmors               |
| SVV Scheveningen | Den Haag            | Houtrust                 |
| VV Veere         | Veere               | Sportpark Bieweg         |

## Eindstand
| #  | Club               | Ges | W  | G | V  | Pnt | DV | DT | DS  |
| -- | ------------------ | --- | -- | - | -- | --- | -- | -- | --- |
| 1  | FC Lisse 3         | 26  | 16 | 6 | 4  | 54  | 71 | 39 | +32 |
| 2  | SVV Scheveningen 1 | 26  | 16 | 6 | 4  | 54  | 68 | 37 | +31 |
| 3  | VV Noordwijk *     | 26  | 16 | 5 | 5  | 53  | 55 | 32 | +23 |
| 4  | ASWH               | 26  | 13 | 5 | 8  | 44  | 47 | 42 | +5  |
| 5  | VV Katwijk         | 26  | 11 | 9 | 6  | 42  | 48 | 38 | +10 |
| 6  | Achilles Veen 2    | 26  | 13 | 3 | 10 | 42  | 34 | 34 | 0   |
| 7  | HSV Hoek           | 26  | 11 | 4 | 11 | 37  | 40 | 44 | −4  |
| 8  | Kozakken Boys      | 26  | 8  | 8 | 10 | 32  | 27 | 35 | −8  |
| 9  | Quick Boys         | 26  | 9  | 4 | 13 | 31  | 35 | 31 | +4  |
| 10 | Rijnsburgse Boys   | 26  | 7  | 9 | 10 | 30  | 42 | 51 | −9  |
| 11 | SV ARC             | 26  | 8  | 4 | 14 | 28  | 31 | 41 | −10 |
| 12 | VV Heerjansdam     | 26  | 6  | 6 | 14 | 24  | 31 | 60 | −29 |
| 13 | VV Veere           | 26  | 4  | 6 | 16 | 18  | 28 | 56 | −28 |
| 14 | VV Kloetinge       | 26  | 4  | 5 | 17 | 17  | 36 | 53 | −17 |

1 Winnaar eerste periodetitel 

2 Winnaar tweede periodetitel 

3 Winnaar derde periodetitel

* Plaatsvervangende periodekampioen

### Uitleg kleuren
|  |                                                                     |
|  | Spelen een beslissingswedstrijd om te bepalen wie er kampioen wordt |
|  | Geplaatst voor de KNVB Beker 1997/98 (profs)                        |
|  | Lijfsbehoud                                                         |
|  | Via nacompetitie gedegradeerd naar de Eerste klasse                 |
|  | Gedegradeerd naar de Eerste klasse                                  |

## Wedstrijdtabel
Ter info: de thuisspelende ploeg staat in de linker kolom vermeld.

|                  | ACH   | ARC   | ASW   | HEE   | HOE   | KAT   | KLO   | KOZ   | LIS   | NOO   | QUI   | RIJ   | SCH   | VEE   |
| ---------------- | ----- | ----- | ----- | ----- | ----- | ----- | ----- | ----- | ----- | ----- | ----- | ----- | ----- | ----- |
| Achilles Veen    |       | 1 – 0 | 1 – 1 | 2 – 1 | 3 – 0 | 1 – 5 | 2 – 1 | 1 – 0 | 0 – 4 | 0 – 2 | 2 – 0 | 1 – 1 | 2 – 3 | 3 – 0 |
| SV ARC           | 2 – 1 |       | 0 – 0 | 1 – 1 | 0 – 1 | 1 – 2 | 3 – 1 | 2 – 0 | 1 – 4 | 1 – 2 | 0 – 2 | 0 – 1 | 2 – 4 | 1 – 0 |
| ASWH             | 2 – 0 | 3 – 0 |       | 4 – 3 | 1 – 0 | 3 – 0 | 6 – 2 | 1 – 3 | 3 – 3 | 0 – 3 | 1 – 0 | 1 – 0 | 3 – 1 | 2 – 0 |
| VV Heerjansdam   | 1 – 0 | 0 – 2 | 4 – 0 |       | 2 – 2 | 2 – 0 | 2 – 1 | 1 – 1 | 2 – 6 | 0 – 5 | 0 – 0 | 0 – 2 | 0 – 2 | 1 – 1 |
| HSV Hoek         | 2 – 1 | 1 – 3 | 2 – 1 | 6 – 0 |       | 0 – 0 | 3 – 1 | 1 – 1 | 1 – 5 | 0 – 3 | 3 – 0 | 0 – 2 | 1 – 4 | 3 – 2 |
| VV Katwijk       | 1 – 2 | 2 – 1 | 3 – 0 | 3 – 0 | 0 – 1 |       | 3 – 1 | 1 – 1 | 1 – 3 | 4 – 2 | 1 – 1 | 3 – 3 | 3 – 3 | 3 – 2 |
| VV Kloetinge     | 0 – 1 | 2 – 1 | 0 – 0 | 6 – 0 | 0 – 3 | 1 – 2 |       | 1 – 3 | 3 – 3 | 3 – 0 | 1 – 3 | 3 – 1 | 2 – 3 | 1 – 1 |
| Kozakken Boys    | 0 – 0 | 3 – 0 | 0 – 2 | 2 – 3 | 0 – 2 | 1 – 1 | 1 – 0 |       | 0 – 4 | 0 – 0 | 1 – 0 | 2 – 2 | 0 – 2 | 1 – 0 |
| FC Lisse         | 1 – 2 | 2 – 2 | 2 – 3 | 2 – 2 | 4 – 1 | 3 – 1 | 1 – 0 | 4 – 1 |       | 2 – 1 | 1 – 0 | 4 – 2 | 4 – 3 | 4 – 1 |
| VV Noordwijk     | 1 – 0 | 2 – 0 | 5 – 4 | 4 – 2 | 3 – 2 | 1 – 1 | 3 – 2 | 2 – 0 | 2 – 2 |       | 1 – 0 | 4 – 0 | 0 – 3 | 4 – 0 |
| Quick Boys       | 1 – 2 | 0 – 1 | 1 – 1 | 4 – 1 | 1 – 2 | 2 – 3 | 2 – 1 | 1 – 3 | 2 – 0 | 0 – 1 |       | 4 – 0 | 2 – 2 | 2 – 0 |
| Rijnsburgse Boys | 4 – 2 | 1 – 4 | 2 – 5 | 0 – 1 | 1 – 1 | 1 – 1 | 4 – 1 | 1 – 1 | 1 – 2 | 1 – 1 | 1 – 4 |       | 3 – 3 | 2 – 2 |
| SVV Scheveningen | 0 – 1 | 3 – 1 | 2 – 0 | 2 – 1 | 3 – 0 | 2 – 2 | 1 – 1 | 3 – 1 | 4 – 1 | 2 – 2 | 2 – 1 | 1 – 2 |       | 6 – 1 |
| VV Veere         | 1 – 3 | 2 – 2 | 5 – 0 | 2 – 1 | 3 – 2 | 0 – 2 | 1 – 1 | 0 – 1 | 0 – 0 | 3 – 1 | 0 – 2 | 0 – 4 | 1 – 4 |       |

## Beslissingswedstrijd kampioenschap
Doordat FC Lisse en SVV Scheveningen op evenveel punten eindigde en het doelsaldo niet doorslaggevend is, moest er een beslissingswedstrijd komen om te bepalen wie er kampioen werd van de Hoofdklasse A. De winnaar van deze wedstrijd zou het daarna vervolgens deelnemen aan de strijd om het Algeheel amateur kampioenschap 1996/97. De wedstrijd werd bezocht door ongeveer 7.500 toeschouwers.
|                      |                                                                            |            |                                                                     |                                                                                       |
| Zaterdag 24 mei 1997 | FC Lisse                                                                   | 4 – 3 n.v. | SVV Scheveningen                                                    | De Zwaaier, Werkendam (Veld Kozakken Boys) Toeschouwers: 7.500 Scheidsrechter: Bakker |
| Zaterdag 24 mei 1997 | Jimmy Simons 46' (pen), 48' (pen) Stephan Spruyt 89' Marco Kleyn 94' (pen) |            | 44' Jim Charité 45' Yurion Girigoria 90' John Blok , 93' Ron Cramer | De Zwaaier, Werkendam (Veld Kozakken Boys) Toeschouwers: 7.500 Scheidsrechter: Bakker |

Vanaf 2016 staan alle competities op 1 pagina.